# Henrik van Eyll Ribbius
Henrik van Eyll Ribbius, né à Deventer le 5 septembre 1769 et mort à Deventer le 4 janvier 1836, est un juriste et homme politique néerlandais.

## Biographie
Avocat en 1792, il devient membre de la municipalité de Deventer et président de la Cour de Deventer.
Membre de l'Assemblée provisoire des représentants du Peuple d'Overijssel de 1797 à 1798, il est élu au Corps législatif de la République batave en 1798.
Il devient conseiller de la Cour d'Overijssel en 1802.

## Sources
- (nl) Sa fiche sur parlement.com